# لیومیوم
لیومیوم (انگلیسی: Leiomyoma) یا فیبروئید نوعی تومور خوش‌خیم ماهیچه صاف است که بسیار به‌ندرت ممکن است تبدیل به سرطان شود (۰٫۱٪).
لیومیوم در هر نقطه‌ای از بدن ممکن است ایجاد شود، اما در رحم، روده باریک و مری بیشتر دیده می‌شود. در اثر تولید زیاد اریتروپوئیتین توسط این تومورها (بخشی از نشانگان پارانئوپلاستیک)، در بیماران مبتلا به تومورها، پلی‌سیتمی دیده می‌شود.
واژهٔ لیومیوما در زبان لاتین به معنای «تومور ماهیچه صاف» است. جمع این واژه، لیومیوم‌ها یا لیومیوماتا است.

## رحم

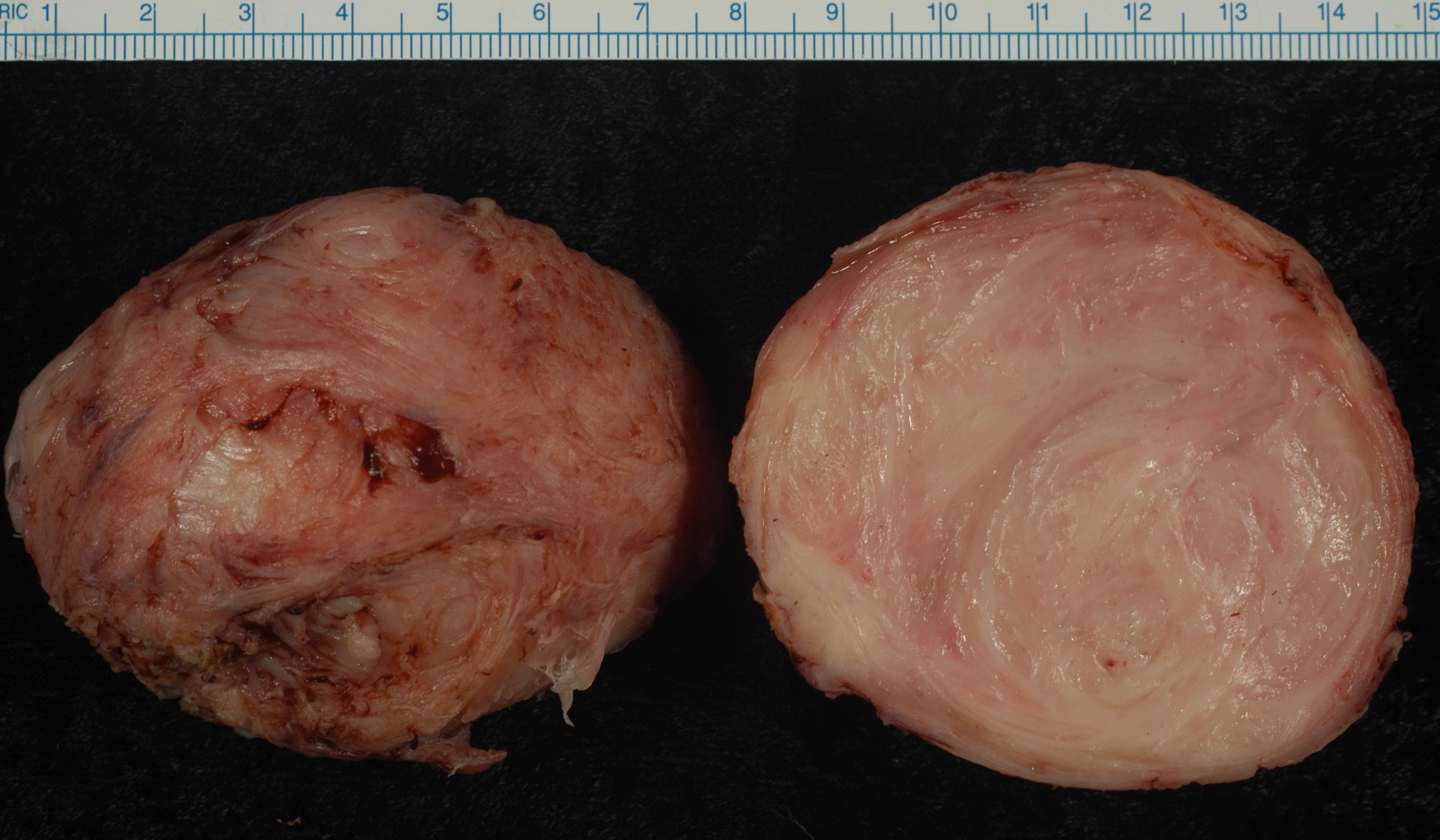
لیومیوم خارج شده از رحم در سمت چپ، سطح بیرونی آن و در سمت راست قسمت داخلی و برش‌خورده آن دیده می‌شود.

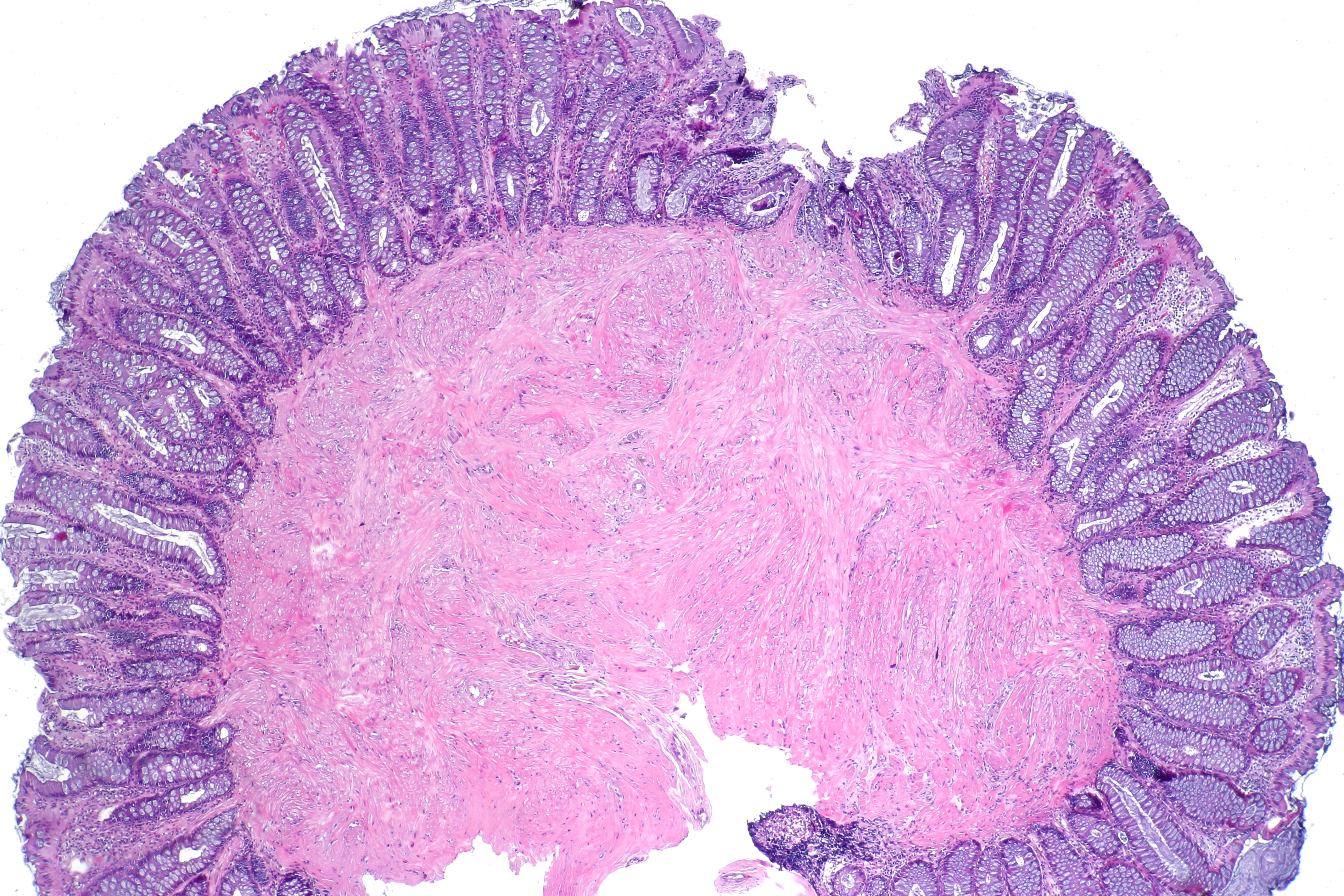
تصویر میکروسکوپی از یک لیومیوم رودهٔ بزرگ که از لایهٔ «موسکولاریس موکوزا» نشأت می‌گیرد و الیافی از سلول‌های دوکی‌شکل که سیتوپلاسم ائوزینوفیلیک دارند، با هسته‌های دراز شبیه سیگار برگ، در آن مشهود است.

فیبروم‌های رحم در واقع نوعی لیومیوم ماهیچه‌های صاف هستند. این تومورها خوش‌خیم هستند و اشکالشان آن است که موجب عادات ماهیانهٔ سنگین (منوراژی) می‌شوند که به تبع آن، سبب بروز کم‌خونی می‌گردد. فیبروم‌ها ممکن است موجب ناباروری هم بشوند.
یک نوع نادر از لیومیوم رحمی، «لیپولیومیوم» نام دارد که مخلوطی از آدیپوسیت و سلول‌های ماهیچهٔ صاف است و ممکن است به لیپوسارکوم تبدیل شود. این تومورها منوکلونال است و ناهنجاری کروموزومی غیر اتفاقی در ۴۰٪ آنها یافت شده‌است.

## کیسه صفرا
لیومیوم کیسهٔ صفرا یک بیماری نادر است که بیشتر در افرادی گزارش شده که دچار کمبود ایمنی بوده‌اند. البته اخیراً یک مورد از این بیماری در یک زن ۳۹ سالهٔ سالم استرالیایی گزارش شد که هیچ علامتی هم نداشت.

## پوست
لیومیوم‌های پوست (۱) اکتسابی هستند (۲) به چند زیر گروه تقسیم می‌شوند:
- لیومیوم جلدی منفرد
- لیومیوم‌های جلدی متعدد که از ماهیچه راست‌کننده مو نشأت می‌گیرد.
- آنژیولیومیوم (لیومیوم عروقی) احتمالاً از ماهیچه‌های صاف دیوارهٔ رگ‌ها حاصل می‌شود.
- لیومیوم تناسلی که از ماهیچهٔ دارتوس، هاله پستان یا نوک پستان نشأت می‌گیرد.
- آنژیولیپولیومیوم

## مری و روده باریک
لیومیوم شایع‌ترین تومور خوش‌خیم مزانشیمی مری محسوب می‌شود و دومین تومور خوش‌خیم شایع در روده باریک است. (شایع‌ترین تومور خوش‌خیم روده باریک «تومور استرومایی معدی-روده‌ای» است). با آنکه لیومیوم شایع‌ترین تومور خوش‌خیم مری است، اما احتمال بروز تومور بدخیم مری در فرد، ۵۰ برابر بیشتر از لیومیوم است. در رودهٔ باریک، ۵۰٪ موارد در تهی‌روده و ۳۱٪ موارد در درازروده است. حدود نیمی از موارد تومور نیز کمتر از ۵ سانتی‌متر طول دارند.

## سایر نقاط
- لیومیوم متاستاز دهنده، یکی از عوارض بسیار نادر هیسترکتومی برای درمان فیبروم‌های رحمی است. شایع‌ترین نقاط متاستاز ریه‌ها و لگن است. این ضایعات متاستازی، به هورمون‌درمانی جواب می‌دهند.[۸][۹][۱۰]
- فیبرومیوم پستان یک تومور خوش‌خیم بسیار نادر پستان است. بیشتر مبتلایان به فیبرومیوم پستان، سابقهٔ هیسترکتومی رحم برای درمان فیبروم رحمی داشته‌اند، اما معلوم نیست که این فیبرومیوم‌ها، متاستاز فیبروم‌های رحمی باشند. یک فرضیه دیگر آن است که این فیبرومیوم‌ها از نوک پستان نشأت گرفته‌اند.
- لیومیوم ممکن است در هر ماهیچه‌ای از بدن رخ دهد. بر حسب آنکه محل تشکیل آن کجا باشد، تشخیص آن ممکن است بسیار زمان بر باشد تا آن هنگام که تومور بسیار بزرگ شود. علامت بیماری در یک مرد ۳۰ ساله که لیومیوم ۱۰ سانتی‌متری داشت، «درد پا» بود. این تومور چنان در ماهیچه چهارسر ران درهم تنیده بود که تشخیص و برداشتن آنرا دشوار نموده بود.

## لیومیوم خانوادگی
این نوع لیومیوم با نوعِ پاپیلاری کارسینوم کلیه و لیومیوم جلدی متعدد مرتبط است. علت بروز این نوع از لیومیوم، نقص در ژن سازندهٔ آنزیم فوماراز است که بر روی بازوی بلند کروموزوم ۱ واقع است.